# Denis Thomalla
Denis Thomalla (Pforzheim, 16 agosto 1992) è un calciatore tedesco, attaccante dell'AEL Limassol.

## Palmarès

### Club

#### Competizioni nazionali
- Supercoppa di Polonia: 1

Lech Poznań: 2015
- Campionato tedesco di seconda divisione: 1

Heidenheim: 2022-2023